# Mary Butters
Pour les articles homonymes, voir Butter.
 (janvier 2020).
Mary Butters ( c. 1770 - c. 1850) est une sorcière irlandaise connue sous nom de la sorcière de Carnmoney,.

## Biographie
Mary Butters (parfois enregistrée sous le nom de Mary Buttles ou Mary Butlers)  est née à Carrickfergus, dans le comté d'Antrim vers 1770. Carrickfergus assiste au fameux procès des sorcières Islandmagee au début des années 1700. Dès son plus jeune âge, elle pratique la magie « blanche », en utilisant des superstitions ou des préparations à base de plantes comme remèdes pour des maux physiques ou autres. Elle est surtout connue pour soigner des vaches suspectées d'ensorcellement. Compte tenu de l'importance du bétail pour l'agriculture irlandaise à l'époque, la peur que les vaches soient ensorcelées était courante, avec un sort malveillant commun qui rendrait impossible le barattage du beurre avec leur lait,,.

## Sorcière de Carnmoney
Un mardi soir, au début d'août 1807, Butters est amenée à Carnmoney, près de Carrickfergus, pour s'occuper d'une vache envoûtée. Elizabeth Montgomery, épouse d'Alexander Montgomery, un tailleur, pense qu'une des femmes de Carrick Town a ensorcelé sa vache. Butters tentent de baratter du beurre avec le lait sans succès. D'autres tentent de boire le lait, mais vomissent. Elle envoie Alexander et un jeune homme appelé Carnaghan à l'étable à 22 heures, leur dit de mettre leurs gilets à l'envers et de se tenir à la tête de la vache jusqu'à ce qu'elle les appelle. Butters est resté dans la maison avec Elizabeth, son fils David, Margaret Lee et une femme âgée. Elle y tente des remèdes traditionnels, comme mettre des épingles, des clous tordus et des aiguilles dans une casserole de lait sucré sur le feu. Elle ordonne que la maison soit scellée, bloquant toutes les sorties, afin que la fumée puisse nettoyer la maison. À l'aube, n'ayant rien entendu de la maison, Alexander revient à la maison. Il casse la porte, et il trouve les quatre personnes gisant sur le sol. Butters et Lee respirent encore, mais Elizabeth et David sont morts. Lee meurt quelques minutes après sa découverte, mais Butters récupère après avoir été jeté sur un tas de fumier et qu'Alexander lui donne à plusieurs reprises des coups de pied,,. Certains autres rapports disent qu'elle a été ranimée lorsqu'une foule l'a amenée au bord d'une carrière et a menacé de la jeter à moins qu'elle ne ramène les trois autres personnes à la vie. On dit qu'elle a apaisé la foule en disant qu'elle devait retourner à la maison pour effectuer le rite pour faire revivre les morts.
Le 19 août, une enquête est effectuée par le coroner James Stewart. Il présente des preuves détaillées contre Butters, ce qui a permis au jury de conclure que les décès étaient dus à la suffocation de la concoction sulfureuse que Butters cuisinait pour la vache malade. Elle est emprisonnée à la prison de Carrickfergus. En 1808, Butters est traduit en justice devant les assises du printemps, mais toutes les accusations sont rejetées, car les décès étaient dus à un malheureux accident. Butters a affirmé que c'était « un homme noir » (nom commun du diable dans la sorcellerie) qui était apparu dans la maison et les avait tous attaqués avec un grand club. Un compte rendu détaillé de Butters, de sa trace et de sa vie ultérieure provient de The Butter Stealing Witch and the Ploughshare écrit par William Orr McGraw.

## Fin de vie
Exceptionnellement pour l'époque, Butters, alors connue sous le nom de « sorcière de Carnmoney » n'a pas souffert de cet événement. Une ballade humoristique contemporaine est écrite et est considérée comme le seul poème survivant sur la sorcellerie irlandaise. Ayant déménagé dans la région de Carnmoney, Butters a continué de traiter les vaches ensorcelées de la région. Elle a également aidé ceux dont les chevaux avaient été volés, concoctant une forme de punition.
Aucun signe de Mart Butters, Buttles ou Butlers n'apparaît dans les registres paroissiaux de Carrickfergus ou Carnmoney. Il n'y a aucune pierre tombale ou marque à son nom, et aucune annonce de naissance, de mariage et de décès n'apparaît dans le Belfast News-Letter de 1800 à 1860. Elle n'apparaît pas non plus dans les mémoires d'Ordnance Survey pour Carrickfergus. Un mémoire de la paroisse de Carnmoney enregistre une Mary Butters vivant à Carrickfergus le 28 avril 1839. McGraw enregistre que Mary Butters est décédée à Carrickfergus « à un âge avancé ».